# Tienjarige Oorlog
De Tienjarige Oorlog (Spaans: Guerra de los Diez Años) (1868-1878), ook bekend als de Grote Oorlog en de Oorlog van '68, begon op 10 oktober 1868 toen Carlos Manuel de Céspedes, de eigenaar van een suikerfabriek, en zijn aanhangers Cuba onafhankelijk verklaarden van Spanje in de kolonie Spaans-West-Indië. Het was de eerste van drie bevrijdingsoorlogen die Cuba vocht tegen Spanje, de andere twee zijn de Kleine Oorlog (1879-1880) en de Cubaanse Onafhankelijkheidsoorlog (1895-1898). De laatste drie maanden van het laatste conflict escaleerden in de Spaans-Amerikaanse Oorlog.